# Slaget vid Towton
Slaget vid Towton utkämpades 1461 under Rosornas krig. Det var det blodigaste slag som utkämpats på engelsk mark, och man antar att över 20 000 (kanske så många som 30 000) dödades. Slaget ägde rum 29 mars 1461 på en snöig platå mellan byarna Towton och Saxton i Yorkshire, omkring 2 mil sydväst om York och drygt 3 km söder om Tadcaster.

## Beskrivning
Slaget tros ha utkämpats mellan 50 000 eller kanske till och med 100 000 stridande – däribland 28 lorder, huvudsakligen på den lancastriska sidan. Det uppskattas ofta att det var 42 000 som stred på den lancastriska sidan och 36 000 på den yorkiska. Detta är ett av de få slag i engelsk historia, kanske det enda, där striden var så våldsam vid fronten där man för att nå varandra regelbundet måste sluta strida och flytta undan lik. 
Vid denna tidpunkt under inbördeskriget var det jämnt mellan de båda sidorna. Huset Lancaster hade undanröjt York och Salisbury under Slaget vid Wakefield, och gått segrande ur det Andra slaget vid St Albans. Men Warwick, "Kungamakaren", hade kontroll över London och hade utropat den äldste av Yorks söner som Edvard IV. Det var Edvard själv som fattade beslutet att gå norrut i hopp om att få tillfoga sin motståndare Henrik VI en avgörande förlust. Henrik var en from och fredsälskande man, och psykiskt svag. Han tog inte några militära beslut utan överlät dem till sin drottning, Margareta av Anjou. Hon fick full frihet att å hans vägnar anställa befälhavare som Henrik Beaufort, hertig av Somerset.